# Anita Magsaysay-Ho
Anita Magsaysay-Ho, nacida como Anita Corpus Magsaysay,  (Manila, 25 de mayo de 1914 - Manila, 5 de mayo de 2012) fue una pintora filipina, nacionalizada brasileña y canadiense, que se especializó en el realismo social y el poscubismo de las mujeres en la cultura filipina. La obra de Magsaysay-Ho apela al modernismo al utilizar diseños y estilos más abstractos en lugar de enfoques realistas.

## Trayectoria

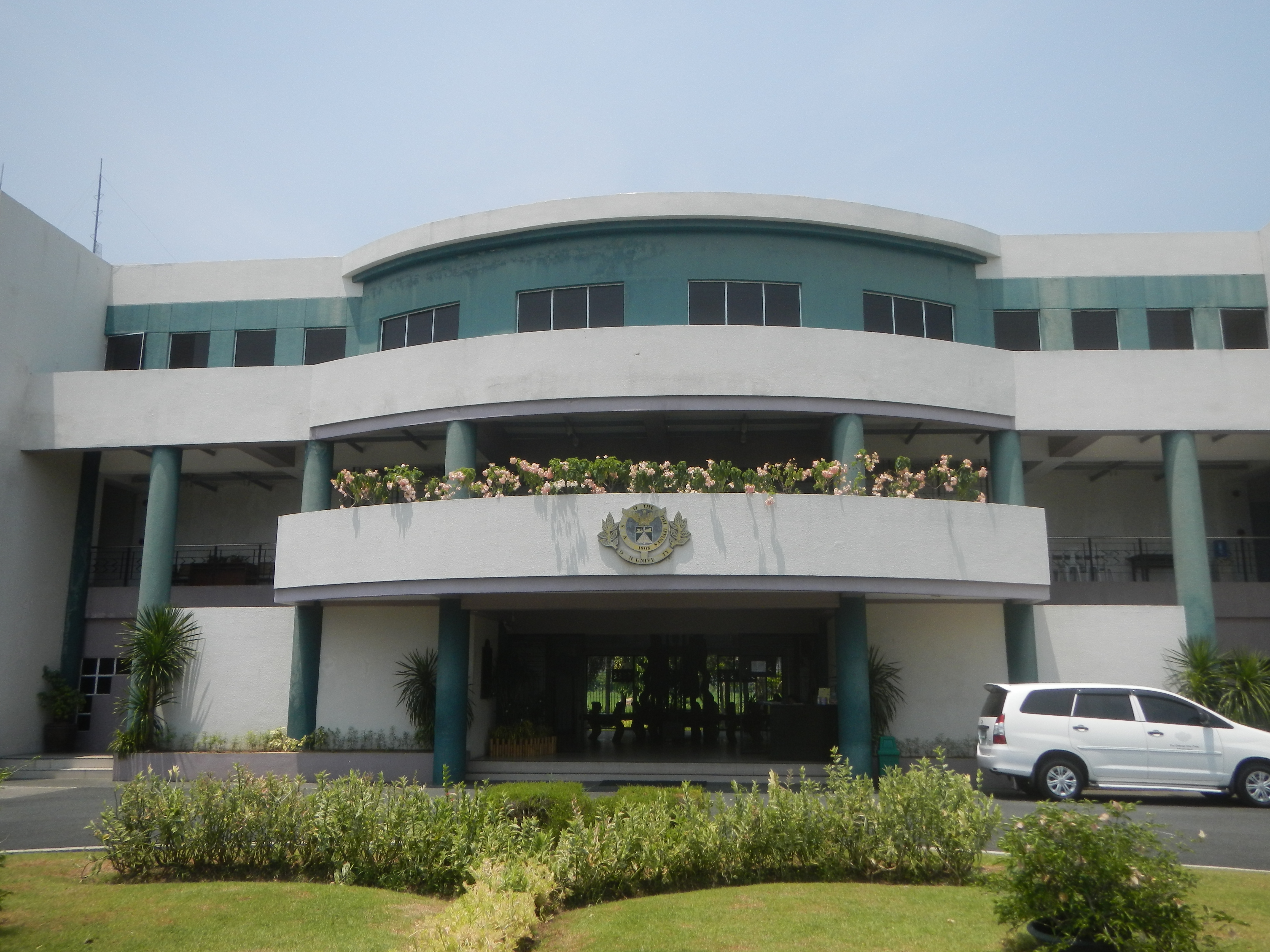
Universidad de Filipinas, donde Magsaysay-Ho estudió en su Escuela de Bellas Artes

Anita Magsaysay nació en 1914 en Manila. Sus padres fueron Armilla Corpus y Ambrosio Magsaysay, ingeniero. Un primo de Anita fue el presidente filipino Ramón Magsaysay, cuyo padre Exequiel era hermano de Ambrosio. A los trece años de edad, estudió en la Escuela de Bellas Artes de la Universidad de Filipinas (UP), donde recibió instrucción de destacados pintores filipinos como Fabián de la Rosa, Fernando Amorsolo y su hermano Pablo Amorsolo. Posteriormente cursó estudios en la Escuela de Diseño de la UP, con profesores como Victorio Edades y Enrique Ruiz. Después de sus estudios en la UP, en la década de 1930 partió hacia Estados Unidos, donde estudió en la Academia Cranbrook en Míchigan y tomó cursos de pintura al óleo. En la Liga de Estudiantes de Arte de la ciudad de Nueva York, Magsaysay-Ho tomó clases de dibujo.
En Nueva York conoció a Robert Ho, de Hong Kong, que también era estudiante. Se casaron en 1947 y se mudaron a China, donde comenzó la empresa naviera de Ho, Magsaysay Inc. La pareja tuvo cinco hijos y la familia se mudó con frecuencia debido al trabajo de Ho. Vivieron en diferentes lugares como: Brasil, Canadá, Hong Kong, Nueva York, Washington D. C. o Japón. A lo largo de 50 años, esta familia se mudó a treinta casas diferentes después de vivir juntos en Manila durante catorce años. Dondequiera que viviera, Magsaysay-Ho tenía acceso a un estudio, donde pasaba la mayor parte del tiempo pintando.
Magsaysay-Ho encontró inspiración en su infancia y en mujeres importantes en su vida. Aunque viajó mucho y conoció a muchas mujeres de distintas culturas, todas las mujeres en sus pinturas son filipinas porque son con las que estaba más familiarizada. La mayoría de sus pinturas tratan de mujeres filipinas realizando tareas como cocinar, cosechar y cuidar granjas y niños. Las mujeres que ella pinta son vistas sin ira y no están preocupadas por los roles de género o la política, como no lo estaban las mujeres de su infancia. Magsaysay-Ho ha revelado que le gusta pintar mujeres que trabajan en el campo, ya que muestra su verdadera fuerza. Pintó a sus mujeres filipinas basándose en sus recuerdos. El medio favorito de Magsaysay-Ho para pintar era el temple al huevo, tal como lo utilizó en sus trabajos anteriores, pero las exigencias físicas la obligaron a utilizar otras técnicas. Así, pintó mediante óleos, acrílicos, dibujos y litografías. Sin embargo, sus pinturas al temple al huevo son ahora algunas de sus obras de arte más buscadas. A principios de la década de 1940, la influencia de su maestro Fernando Amorsolo era claramente visible, tanto en términos de tema como de brillo de las pinturas. Algunos llaman a Magsaysay-Ho la "Amorsolo femenina", porque al igual que Amorsolo, prefiere tener mujeres como sujetos de sus pinturas. Su obra apeló al realismo social y al poscubismo al pintar distorsiones y rostros y retratos semiabstractos. Evolucionó hacia el modernismo, que, entre otras cosas, se expresa en su estilo cubista.
La obra de Magsaysay-Ho se puede distinguir entre las décadas. En la década de 1950, su obra se exhibió en la Asociación de Arte Filipino (PAG) y se agrupó junto a la de otros notables artistas neorrealistas. Este período es cuando se crearon sus obras más notorias, que involucraban contrastes de luz y oscuridad de mujeres filipinas trabajando duro. Finalmente, en la década de 1980, utilizó tonos verdes para representar frutas y verduras que a menudo se parecían a mujeres. El 3 de octubre de 1999, su cuadro En el mercado, se vendió en Singapur por 669 250 dólares de Singapur (405 360 dólares estadounidenses). Este fue un precio récord para cualquier artista filipino durante su vida. En 1958, el Manila Chronicle formó un panel de expertos que decidió que Magsaysay-Ho es uno de los pintores más importantes de la historia de Filipinas. Pronto fue nombrada una de los "Trece Modernos", un grupo de artistas modernistas filipinos, y la única mujer del grupo.
Entre sus obras más famosas se incluyen Dos mujeres, una pintura que retrata a dos mujeres filipinas con pañuelos blancos en la cabeza desgranando maíz juntas mientras sonríen; Cocineras, que muestra a tres mujeres filipinas con ollas llenas de comida frente a ellas, y Remendando las redes, que muestra a dos mujeres filipinas conversando mientras cosen una red. Todas ellos ganaron el primer lugar en la Asociación de Arte de Filipinas.
 

La década de 1960 trajo consigo figuras más articuladas y espaciadas y tonos suavizados. Una década más tarde, su obra se inspiró en la caligrafía china, ya que creó objetos encontrados en la naturaleza utilizando manchas de tinta.

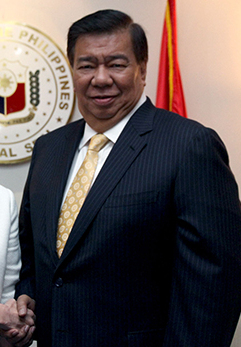
El senador Franklin Drilon, que quería que se reconociera el trabajo de Magsaysay-Ho

Durante 2007 residió en Singapur. Pintó hasta que sufrió un derrame cerebral en 2009. Murió tres años después, el 5 de mayo de 2012, en Manila, a la edad de 97 años.

## Reconocimientos
Las obras más famosas de Magsaysay-Ho tratan sobre la belleza de las mujeres filipinas en situaciones cotidianas  Se pueden encontrar colecciones de sus obras de arte en museos de toda Filipinas.
Durante sus trayectoria su obra recibió reconocimientos como: el segundo premio en la Exposición del Gran Teatro de la Ópera de Manila (1950) por Cinco sentidos, el 1.er premio de la Asociación de Arte Filipino (PAG) (1952) por Cocineras, el 2.º premio de la Asociación de Arte Filipino (PAG) (1953) por Vendedoras de frutas, el 1.er premio de la Asociación de Arte Filipino (PAG) (1959) por Remendando las redes, el 1.er premio de la Asociación de Arte Filipino (PAG) (1960) por Dos mujeres y el 2.º premio de la Asociación de Arte Filipino (PAG) (1962) por Trío.
El senador Franklin Drilon presentó una resolución en el Senado recomendando que se le otorgara a Magsaysay-Ho el Premio Nacional de Artista por sus contribuciones al arte moderno filipino. La resolución finalmente no fue aprobada porque Magsaysay-Ho murió siendo ciudadana canadiense.
En 2015, su obra Fish Harvest at Dawn batió un récord de precio en obras de arte de su país, al venderse en una subasta por 52 millones de pesos filipinos.
La Embajada de Filipinas en Singapur dedicó, en 2023, una exposición a su obra, junto a la de la artista Lyra Garcellano.
En 2024, su obra fue expuesta por primera vez en la 60.ª Bienal de Venecia, junto a las artistas filipinas Pacita Abad, Nena Saguil y Maria Taniguchi. Este mismo año, fue subastada su obra Planting Rice, a beneficio de becarios del Asian Cultural Council, y se le dedicó la exposición Contrast: The life and legacy of Anita Magsaysay-Ho en el Museo Ramon Magsaysay.